# Про що шумить річка
«Про що шумить річка» (вірм. Ինչու է աղմկում գետը) — радянський художній фільм-драма 1959 року, знятий на кіностудії «Вірменфільм».

## Сюжет
Фільм розповідає про жителів прикордонного села і про долю одного з них — Атанеса Гамбаряна, який опинився після полону в роки Другої світової війни за кордоном в Туреччині і мріє повернутися на батьківщину. Прикордонник Армен, закоханий в дочку Гамбаряна, Седу, впізнає його на протилежному березі Араксу. Рятуючи дівчинку Фірузу, що впала в річку, Гамбарян опиняється на батьківщині.

## У ролях
- Грачья Нерсесян — Атанес Гамбарян
- Авет Аветисян — Бурназян, директор колгоспу
- Фрунзе Довлатян — Армен Манукян, єфрейтор
- Лілія Оганесян — Седа Гамбарян
- Микола Казаков — Самохін, рядовий
- Левон Тухікян — Сурен
- Верджалуйс Міріджанян — Пайцар
- Давид Малян — Дарбінян, полковник
- Лев Лобов — Арсен
- Хорен Абрамян — Соколов, капітан
- Олег Герасимов — Андрєєв, сержант
- Азер Курбанов — турецький прикордонний комісар
- Анаїда Адамян — Фіруза
- Ашот Нерсесян — старий
- Леонід Чембарський — ірригатор
- Амалія Аразян — Ашхен
- Тетяна Хачатрян — селянка
- Фрунзик Мкртчян — Хачатур
- Сайфулло Джурабаєв — Бігільдаєв

## Знімальна група
- Режисер — Григорій Мелік-Авакян
- Сценарист — Михайло Овчинников
- Оператор — Жирайр Вартанян
- Композитор — Артемій Айвазян
- Художник — Рафаель Бабаян